# Plaque-boucle
 (mai 2022).
Si vous disposez d'ouvrages ou d'articles de référence ou si vous connaissez des sites web de qualité traitant du thème abordé ici, merci de compléter l'article en donnant les références utiles à sa vérifiabilité et en les liant à la section « Notes et références ».

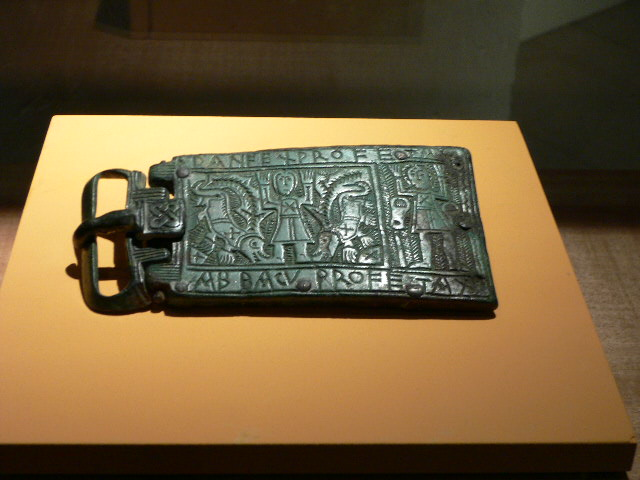
Plaque-boucle mérovingienne en bronze (Musée d'archéologie nationale de Saint-Germain-en-Laye).

Une plaque-boucle est une pièce de ceinture servant à fixer la boucle de ceinture à la ceinture elle-même. À l'époque mérovingienne, ces plaques peuvent être ornées et avoir un rôle décoratif, si bien qu'elles sont souvent considérées comme un bijou porté à la ceinture.

## Production et commerce
Les plaques-boucles sont produites au haut Moyen Age par des bas fourneaux. 
Elles sont commercialisées sur les foires comme celle du Lendit, qui se tient en juin dans le bourg abbatial de la basilique Saint-Denis. On y trouve des marchands Francs, Saxons, Frisons, etc. 